# Буглів
Бу́глів — село в Україні, у Лановецькій міській громаді Кременецького району Тернопільської області. Розташоване на річці Буглівка, на півдні району. До 2020 року центр сільради, якій були підпорядковані села Люлинці та Огризківці.
До 1989—1990 були підпорядковані села Ванжулів, Коростова, Кутиска, Печірна.
Населення — 385 осіб (2001).

## Історія
На території Буглова виявлено археологічні пам'ятки середнього і пізнього палеоліту, підкарпатської культури шнурової кераміки. Діяла станція розкопок Буглів.
Перша писемна згадка — 1463 року як володіння князів Збаразьких.У 1540 році від пана Енгельгарда до князів надійшла скарга на жителів сіл Булаївці, Огрешковці, та Люленці, про пошкодження покосів на землях його маєтностей. Ця скарга зберігається в обласному музеї. Після чого села змінили назви на Буглів, Огризківці, та не змінилося Люлинці.
1619 року Буглів належав А. Порицькій, наприкінці 19 століття — Ржищевським, потім перейшов до родини польського історика Ю. Дуніна-Карвицького.
На Буглів часто набігали турки і татари, поблизу села пролягав Чорний шлях.
Діяли ощадкаса (від 1936), товариство «Просвіта». 
На 1936 рік село входило до ґміни Білозірка Кременецького повіту. 
У квітні 2015 року громада Архістратига Божого Михаїла ухвалила рішення про перехід від УАПЦ до УПЦ КП.
12 червня 2020 року, відповідно до розпорядження Кабінету Міністрів України № 724-р «Про визначення адміністративних центрів та затвердження територій територіальних громад Тернопільської області» увійшло до складу Лановецької міської громади.
19 липня 2020 року, в результаті адміністративно-територіальної реформи та ліквідації Лановецького району, село увійшло до складу Кременецького району.

## Населення

### Мова
Розподіл населення за рідною мовою за даними :
| Мова       | Кількість | Відсоток |
| ---------- | --------- | -------- |
| українська | 383       | 99.48%   |
| російська  | 1         | 0.26%    |
| білоруська | 1         | 0.26%    |
| Усього     | 385       | 100%     |

## Пам'ятки

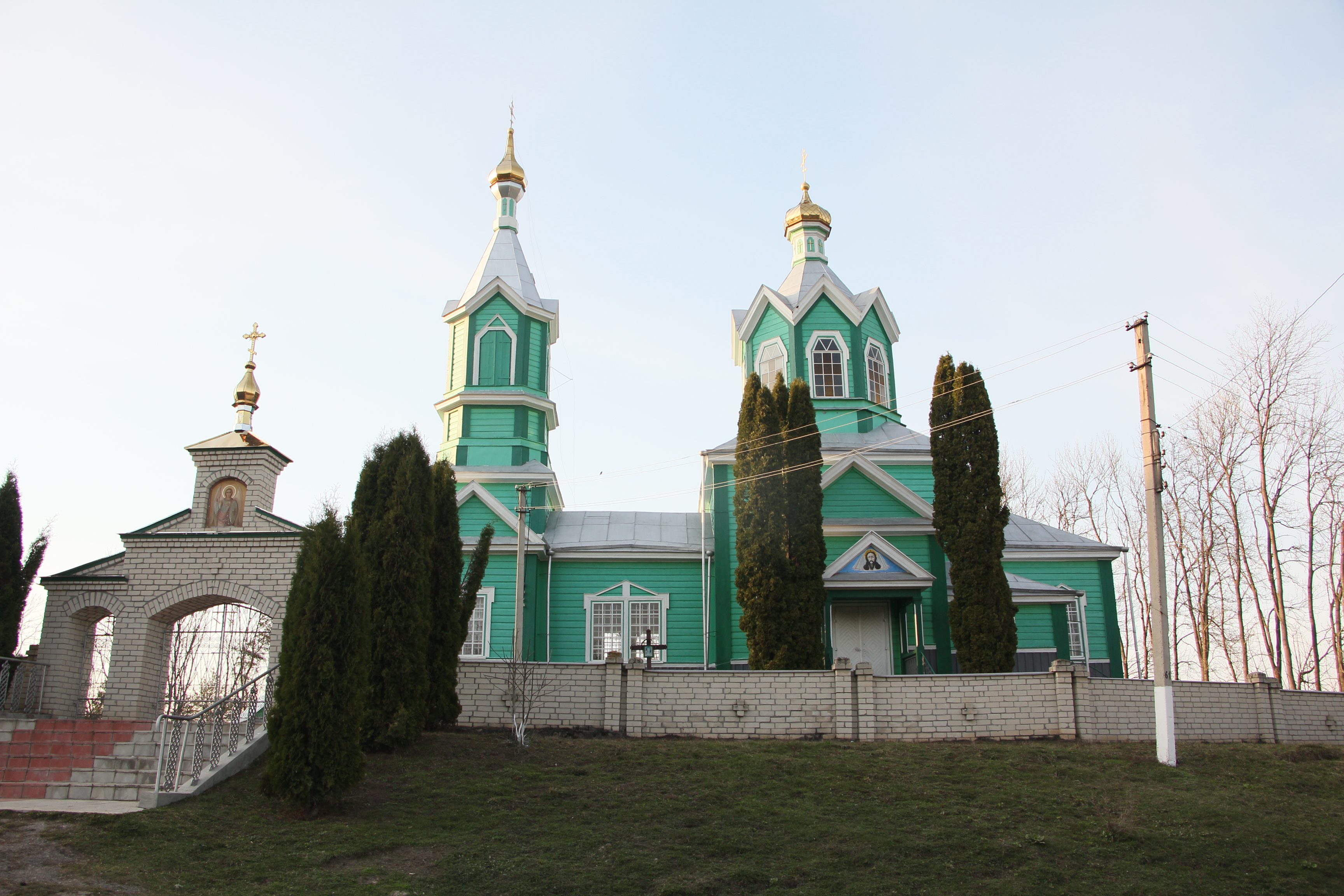
Дерев'яна церква

Є церква святого Михаїла (1722; дерев'яна), реконструкція притвору −1892 р., капличка (19 століття).

## Пам'ятники
Споруджено:
- пам'ятник полеглим у німецько-радянській війні воїнам-односельцям (1973),
- погруддя Т. Шевченка (1988).

## Соціальна сфера
Діють загальноосвітня школа І-III ступенів, бібліотека, будинок культури.

## Відомі люди
У Буглові народилися:
- художники:
  - П. Богачук,
  - І. Гаврилюк,
- кандидит фізико-математичних наук Якімов Федір Павлович
- Заслужений майстер народної творчості А.Бойко,
- кандидат історичних наук В. Воляник,
- кандидат математичних наук Л. Мацюк,
- кандидат технічних наук О. Мацюк,
- кандидат сільсько-господарських наук П. Фурман.
- Василь Богачук — Народний депутат України 5-го скликання, кандидат юридичних наук, поет-пісняр.
- Місцеву школу закінчила акторка Є. Пінчук-Серебрякова.

## Галерея

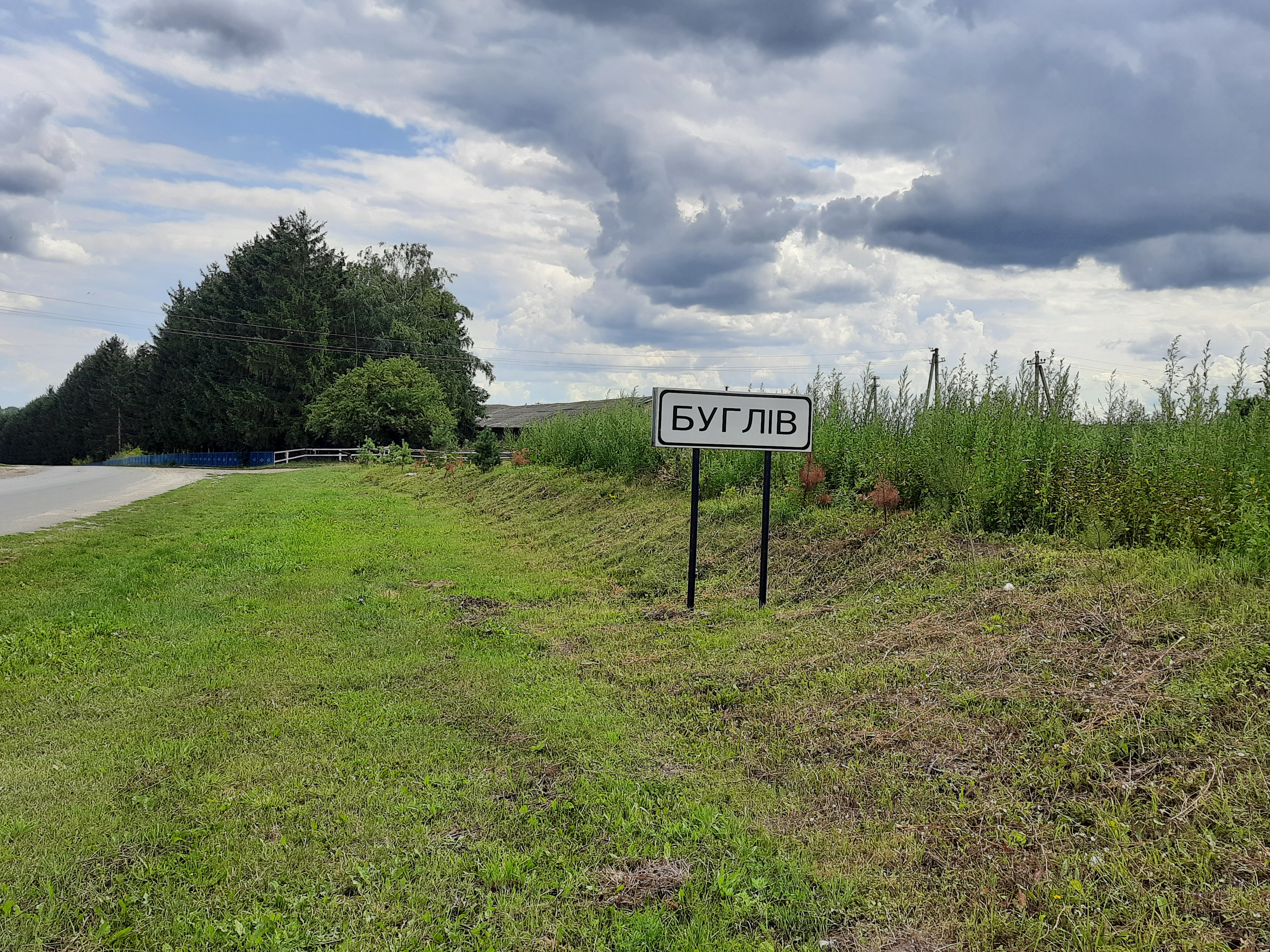
Дорожній знак при в'їзді в село
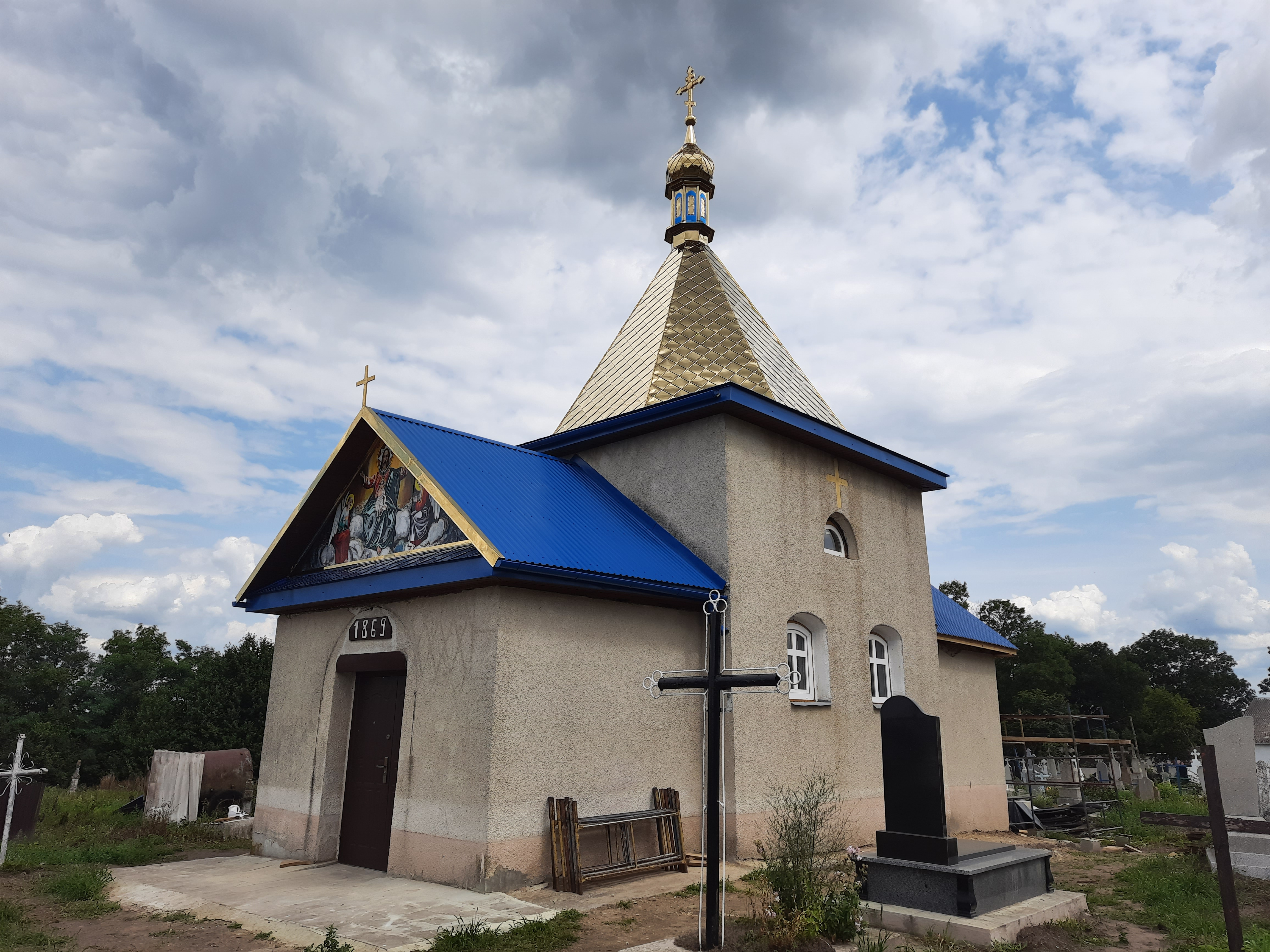
Каплиця 1869р
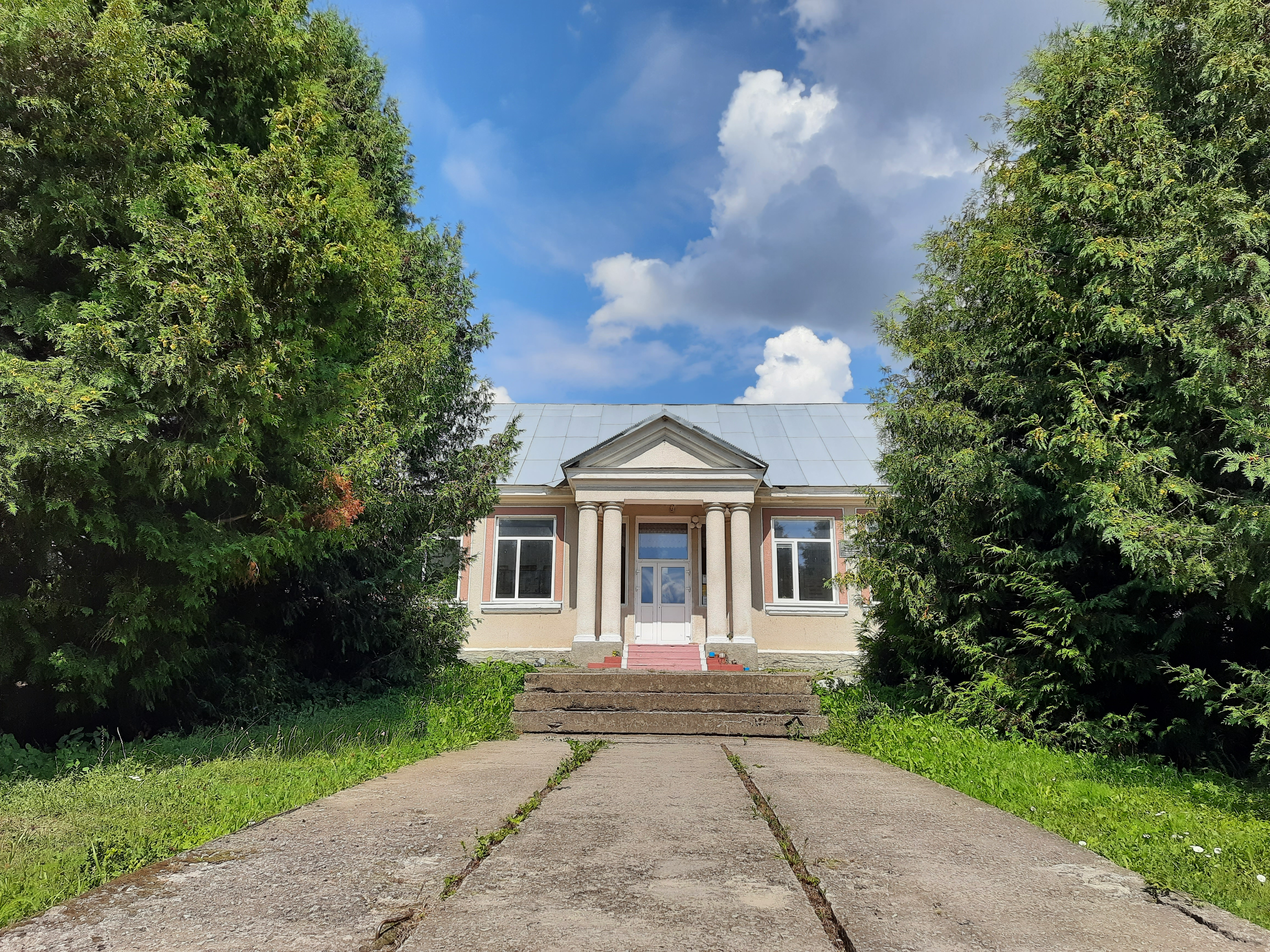
Школа
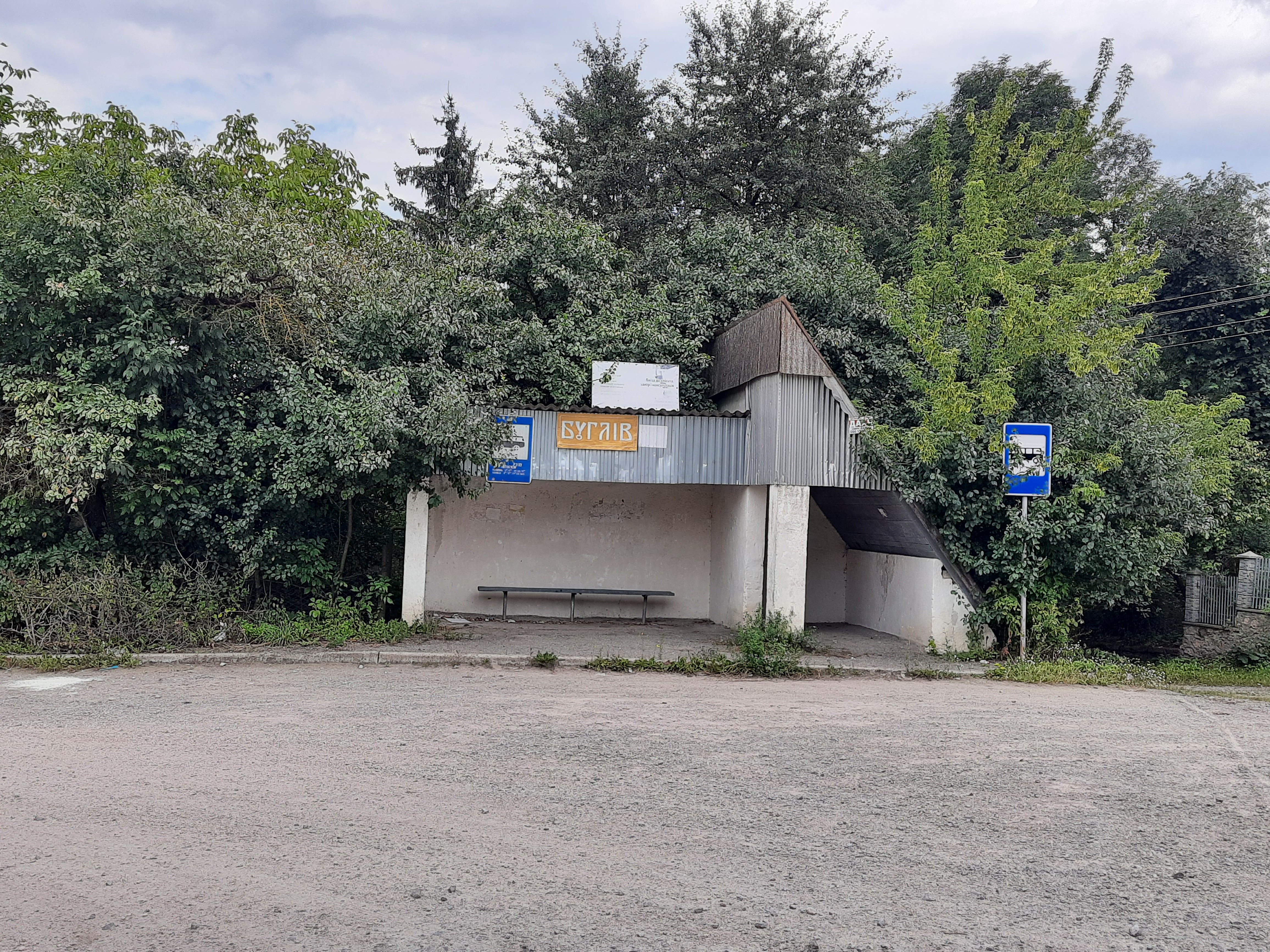
Автобусна зупинка
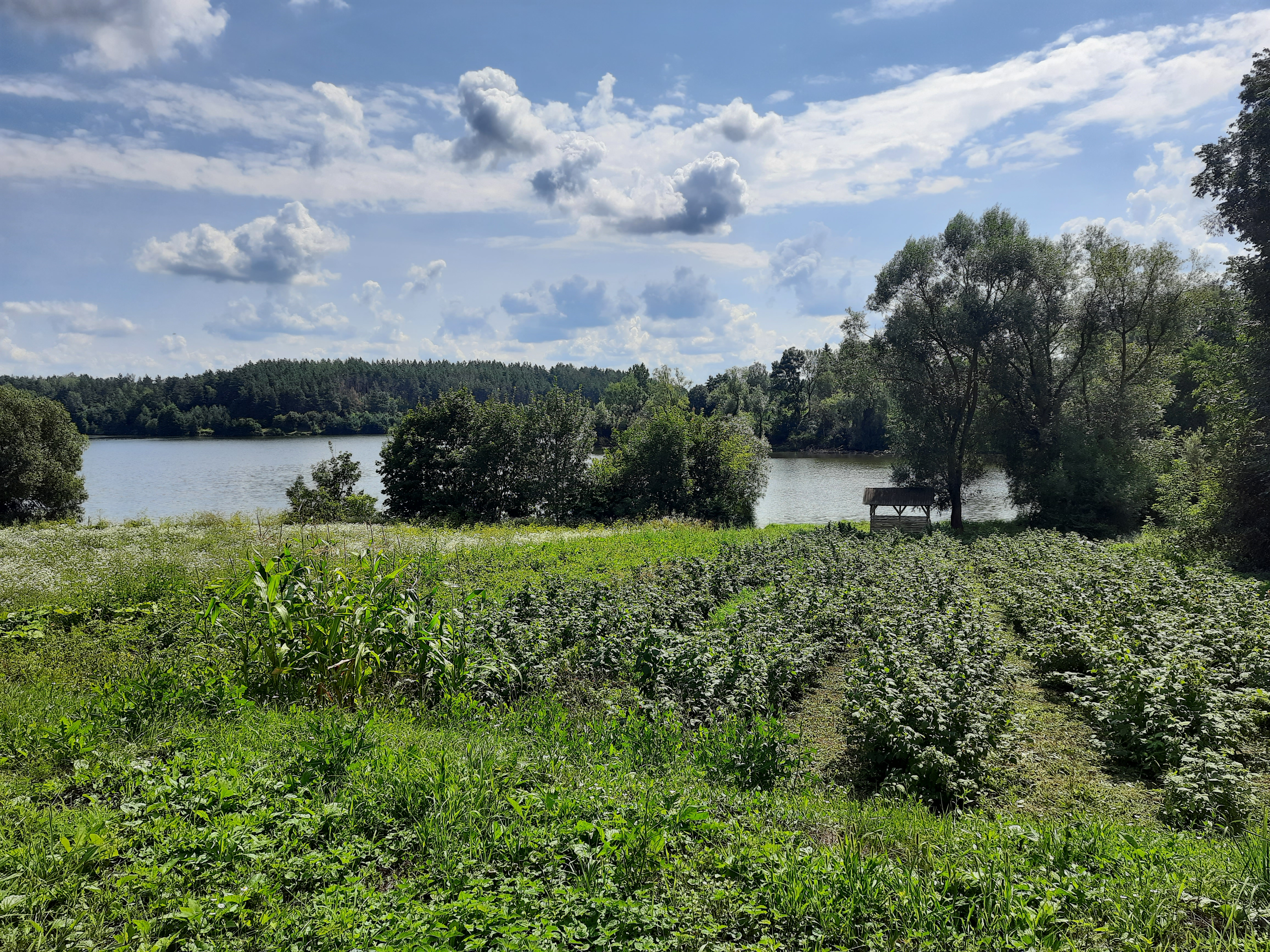
Ставок біля села